# Félix Cruz
Félix Cruz Barbosa Ríos (Torreón, 1961. április 4. – ) mexikói válogatott labdarúgó. 

## Pályafutása

### Klubcsapatban
1980 és 1987 között a Pumas UNAM csapatában játszott, melynek színeiben 1980-ban CONCACAF-bajnokok kupáját nyert, 1981-ben pedig bajnoki címet szerzett. Az 1981–82-es szezonban kölcsönben a japán Nissan Motors játékosa volt. 1987 és 1988 között az Atlante, 1988 és 1989 között a Tigres labdarúgója volt. 1989-től 1993-ig a Monterreyt erősítette. 1994-ben a Toros Neza játékosaként fejezte be a pályafutását. 

### A válogatottban
1983 és 1991 között 51 alkalommal szerepelt az mexikói válogatottban és 1 gólt szerzett. Részt vett az 1986-os világbajnokságon és tagja volt az 1991-es CONCACAF-aranykupán bronzérmet szerző válogatott keretének is.  

## Sikerei, díjai
Pumas UNAM
- Mexikói bajnok (1): 1980–81
- CONCACAF-bajnokok kupája győztes (1): 1981

Monterrey
- Mexikói kupagyőztes (1): 1991–92

Mexikó
- CONCACAF-aranykupa bronzérmes (1): 1991